# Песик Тетяна Богданівна
Тетяна Богданівна Песик (нар. 25 грудня 1987, Тернопіль, Україна) — українська акторка, комік, учасниця КВК. Відома за роллю Таньки у серіалах «Країна У» та «Танька і Володька».

## Життєпис
Народилася 25 грудня 1987 в Тернополі. Закінчила Тернопільський національний економічний університет, спеціальність: «Економіка і управління, міжнародний маркетинг».
Учасниця команди КВК «V.I.P Тернопіль», фіналістка Вищої української ліги КВК, учасниця зимового кубку КВК України та кубку президента. Чемпіонка неофіційних ліг КВК. Учасниця проєкту «Країна У» та телевізійного шоу «Жіночий квартал».
Найкраща акторка Ліги Сміху першого сезону. 

## Фільмографія
- «Танька і Володька» — Танька
- «Га-Гламур!» («Чисто News») — Танька
- «Країна У» — Танька
- «Казки У» — Мар'я
- «Готель Галіція» — Олеся, молода покоївка
- «Одного разу під Полтавою» — Танька (62 серія)
- «Жіночий квартал» — (акторка)
- «Вечірній квартал» — (заміняла Олену Кравець на фестивалі в Греції)
- «Ліга сміху» — (учасниця, тренерка на Літньому кубку 2018)
- «Ігри приколів» — (акторка)